# Многофункционален автомобил
Многофункционален автомобил (също миниван) е категория леки автомобили, характеризиращи се с висок таван и гъвкаво устройство на интериора, позволяващо различни конфигурации с възможност за превоз на различен брой пътници и количество товари.
През 70-те години на XX век „Крайслер“ започва развойна програма за създаване на „малък ван на достъпна цена, който да прилича повече на лек автомобил“. В резултат на тази програма през 1984 г. се появява Plymouth Voyager - първият американски миниван.
Многофункционалните автомобили могат да имат различни размери, като по-малките понякога се наричат мини многофункционални автомобили, а средноголемите – компактни многофункционални автомобили. В антимонополната практика на Европейската комисия тези автомобили са определяни като пазарен сегмент M. Към 2017 година най-продаваните големи автомобили в Европа са „Фолксваген Туран“, „Рено Сеник“ и „Форд C-Макс“.
Съвременните модели като Chrysler Pacifica, Ford Transit Connect, Toyota Sienna, Honda Odyssey са базирани на платформа за леки автомобили. Така че те имат по-ниска каросерия в сравнение с пълноразмерен ван. Въпреки че някои модели имат конфигурация на каросерията, свързана с платформата на компактен пикап.
- Фолксваген Туран
- Рено Сеник
- Форд C-Макс
- Ситроен C4 Пикасо